# Forchhammeria watsonii
Forchhammeria watsonii är en tvåhjärtbladig växtart som beskrevs av Joseph Nelson Rose. Forchhammeria watsonii ingår i släktet Forchhammeria och familjen Stixaceae. Inga underarter finns listade i Catalogue of Life.